# Sardo

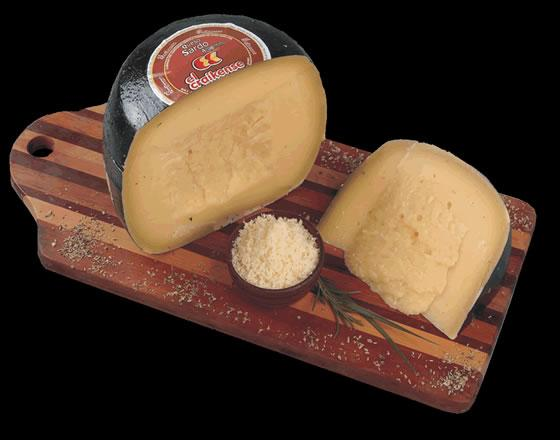
Ser sardo

Sardo – rodzaj argentyńskiego sera podpuszczkowego. Wzorowany na włoskim pecorino sardo - w przeciwieństwie do niego -wytwarzany jest z krowiego mleka. Odznacza się twardą konsystencją i ostrym, słonym smakiem. Używany jest głównie w formie utartej jako dodatek do różnych dań.